# Guadalajara (prowincja)
Guadalajara – prowincja Hiszpanii, w regionie Kastylia-La Mancha. Stolicą jest Guadalajara, miasto o tej samej nazwie, zaś drugim co do wielkości miastem po stolicy prowincji jest Azuqueca de Henares. Utworzona w roku 1812 na mocy konstytucji. Liczba mieszkańców wynosi 246 151, gęstość zaludnienia 20,23 na km². Zajmuje powierzchnię 12,19 tys. km², co stanowi 3,42% powierzchni Hiszpanii. Prowincję tworzy łącznie 288 gmin. Jest ona położona w północno-wschodniej części wspólnoty autonomicznej Kastylia-La Mancha na terenie centralnego płaskowyżu iberyjskiego, przez jej terytorium przepływa rzeka Tag.